# Burhan Ghalioun
Burhan Ghalioun (n. Emesa, 11 de febrero de 1945) es un político sirio, profesor universitario de sociología en la Universidad Sorbona Nueva - París 3 y conocido opositor al gobierno sirio de la familia Asad desde finales de los años 70. Presidió el Consejo Nacional Sirio, formado en el exilio durante la rebelión iniciada en 2011 desde septiembre de ese año hasta su dimisión el 24 de mayo de 2012.

## Biografía
Nacido en 1945 en la ciudad siria de Emesa, realizó estudios universitarios de filosofía y sociología en la Universidad de Damasco. En 1969 se trasladó a París, capital de la antigua potencia mandataria sobre Siria, para proseguir sus estudios.
Comenzó a ser conocido como opositor al gobierno de Hafez al-Asad ―establecido en 1971 mediante un incruento golpe de Estado―, con la publicación a finales de 1970 de un Manifiesto por la democracia en el que, inspirándose en la Ilustración europea, defendía que el poder del estado se había convertido en el mundo árabe en enemigo de la sociedad y llamaba a la implementación de reformas que restauraran la participación política plena del pueblo, en un contexto de implicación militar siria en la Guerra Civil Libanesa y de aparición de revueltas e insurrecciones armadas de corte islamista suní.
Después de la masacre de Hama de 1982, con la actividad política severamente constreñida en Siria, Ghalioun centró sus esfuerzos en dos organizaciones: el Foro Cultural y Social Sirio, asociación de expatriados anti Asad, y la Organización Árabe para los Derechos Humanos (en árabe, المنظمة العربية لحقوق الإنسان, fundada en Hammamet en 1983). Al mismo tiempo, promovía la defensa de la causa palestina.
Ghalioun visitó Siria con frecuencia y mantuvo una actividad política intensa durante la Primavera de Damasco, proceso de apertura política que siguió en 2000 a la sucesión de Hafez al-Asad en la presidencia de Siria por su hijo Bashar al-Asad. Tras la prohibición de los incipientes foros políticos, regresó a su actividad de escritor, analista y defensor de los derechos humanos.
A partir de 2005 y de su participación junto a los partidos de oposición laicista en la Declaración de Damasco, Ghalioun se implicó cada vez más en la acción política de oposición, aunque oponiéndose a quienes llamaban a unirse a las presiones ejercidas por los estados occidentales sobre el gobierno sirio y viajando a Siria pese a ser molestado con regularidad por los servicios de seguridad del país. Su éxito en el establecimiento de lazos con la oposición tanto local como del exilio y en evitar ser asociado en exclusiva a ninguna corriente política ―comunista, naserista o islamista― hicieron popular a Ghalioun entre todos los sectores de la oposición.

### Actuación durante larebelión siria de 2011
Ghalioun expresó con prontitud su apoyo a las protestas callejeras contra el gobierno  cuando éstas se iniciaron a mediados de marzo de 2011, y prodigó las intervenciones mediáticas y los esfuerzos para unir a los grupos de oposición en el exilio. No vio con buenos ojos, sin embargo, la reunión de la oposición en Antalya (Turquía) en mayo de 2011, por considerarla «al servicio de planes extranjeros», lo que llevó a uno de los organizadores, el escritor Abdul Razzaq Eid, a acusarlo de querer «apaciguar al régimen».

#### Presidencia del CNS y comité ejecutivo (octubre de 2011 a noviembre de 2012)
En octubre de 2011, fue confirmada la designación de Burhan Ghalioun como presidente del Consejo Nacional Sirio (CNS) en el primer congreso del mismo celebrado en Estambul. En diciembre del mismo año, la organización de los Hermanos Musulmanes impuso en un congreso en Túnez la continuidad de Ghalioun como presidente ―según Alí Sadreddín al-Bayanuni, para mantener un rostro aceptable por los occidentales―, pese a que algunos miembros exigían la celebración de elecciones para sustituirlo. Ghalioun anunció además en el congreso que en caso de tomar el poder el CNS, Siria rompería sus vínculos militares con Irán, con Hamás y con el Hezbolá libanés ―provocando vivas críticas de estos últimos―, y advocó la apertura de negociaciones con el estado de Israel para recuperar los altos del Golán, ocupados militarmente desde 1967. En febrero de 2012, su mandato fue renovado por el comité ejecutivo del CNS reunido en Doha (Catar), lo que provocó protestas en el seno de la organización, a causa de la postura de Ghalioun de no reclamar de la «comunidad internacional» una intervención militar para derrocar el gobierno de Bashar al-Asad. Tras ser redesignado en Roma (Italia) en mayo de 2012 y frente a la creciente disidencia, Ghalioun cambió de postura y pasó a apoyar la militarización de la rebelión, 11 meses después de que la situación en Siria comenzase a ser calificada de «guerra civil». Nueve días más tarde, dimitió tras recibir críticas por haber dejado que los Hermanos Musulmanes adquiriesen un lugar demasiado prominente en el CNS y por la descoordinación entre éste y los militantes presentes sobre el terreno. Pese a dimitir, se mantuvo dentro del comité ejecutivo del CNS hasta la renovación de su composición en el mes de noviembre.

#### En laCNFORS(desde enero de 2013)
En enero de 2013, Ghalioun integró un comité de la entonces recientemente creada Coalición Nacional para las Fuerzas de la Oposición y la Revolución Siria (CNFORS), encargado de establecer contactos sobre la composición de un pretendido futuro gobierno provisional. De dicho gobierno, los miembros del comité, incluidos Moaz al-Jatib y George Sabra, serían en principio excluidos. Al mes siguiente, manifestó su apoyo a la propuesta de diálogo con las autoridades sirias hecha por Al-Jatib. En marzo, presentó su candidatura a la presidencia del gobierno provisional, pese a la prohibición antes mencionada (fue finalmente elegido Ghassan Hito).
En julio, Ghalioun presentó también su candidatura a la sucesión de Jatib en la presidencia de la CNFORS, cargo que finalmente ocupó Ahmad Yarba. Firmó además, a finales del mismo mes, una carta abierta dirigida al presidente de Francia, François Hollande, para solicitarle la instauración de una zona de exclusión aérea, «el sometimiento a ostracismo diplomático del régimen sirio» y «una ayuda sustancial en el plano militar a las brigadas del Ejército Libre». En septiembre, denunció la «traición», la «dimisión» y la «ausencia de todo sentido de la responsabilidad» de los Estados Unidos de América tras suspender su proyecto de bombardeos contra el estado sirio durante las tensiones internacionales que siguieron a la masacre de Guta.